# Annalisa
Annalisa Scarrone, cunoscută drept Annalisa, (n. 5 august 1985, Savona, Liguria, Italia) este o cântăreață  italiană. Ea a devenit faimă după ce a ajuns pe locul al doilea în cel de-al zecelea sezon al show-ului italian de talente Amici di Maria De Filippi (2010–2011).